# روبرت بيلي (لاعب كرة قدم أمريكية)
روبرت بيلي (بالإنجليزية: Robert Bailey) هو لاعب كرة قدم أمريكية أمريكي، ولد في 3 سبتمبر 1968 في بريدج تاون في باربادوس.

## وصلات خارجية
- روبرت بيلي على موقع مرجع كرة القدم المحترفة.كوم (الإنجليزية)